# Marcello Quintanilha
Marcello Eduardo Mouco Quintanilha (Niterói, 1971), conhecido também pelo pseudônimo de Marcello Gaú, é um quadrinista e escritor brasileiro.

## Carreira
Seu primeiro trabalho em quadrinhos foi publicado em 1988. Ainda adolescente, ele desenhou histórias de artes marciais para a revista Mestre Kim, da Bloch Editores. Na época, assinava como Marcello Gaú, por acreditar que as histórias em quadrinhos não poderiam servir como profissão.
Aos 18 anos, tendo concluído o Segundo Grau, começou a trabalhar como animador para uma escola de inglês. Passou sete anos no emprego, usando o tempo livre para desenvolver seus projetos pessoais. A convite de Rogério de Campos, diretor da Conrad Editora, passou a colaborar com as revistas General e General Visão, nas quais publicou histórias como Granadilha e Dorso. No mesmo período, criou trabalhos também para as revistas Nervos de Aço, Metal Pesado, Zé Pereira e Heavy Metal.
Sua primeira graphic novel foi publicada em 1999. Fealdade de Fabiano Gorila era uma história baseada na vida de seu pai, que foi jogador de futebol do Canto do Rio na década de 1950.
Naquele ano, durante a primeira edição do Festival Internacional de Quadrinhos de Belo Horizonte, conheceu o francês François Boucq, que se interessou pelo seu trabalho e convenceu-o a enviar seus desenhos para editoras europeias. Em 2003, publicou La promesse (A promessa), primeiro volume da série Sept balles pour Oxford (Sete balas para Oxford), pela editora belga Le Lombard, com roteiro do argentino Jorge Zentner e do espanhol Montecarlo.
O contrato com a editora belga levou Quintanilha a mudar-se para Barcelona, para ficar mais próximo dos roteiristas da série. Passou a publicar também ilustrações nos jornais espanhóis El País e Vanguardia.
Ao mesmo tempo, continuou produzindo álbuns para o público brasileiro. Em 2005, publicou Salvador, na coleção Cidades Ilustradas da editora Casa 21. Seguiram-se Sábado dos meus amores (2009, troféu HQ Mix de melhor desenhista nacional) e Almas públicas (2011). Em 2016, recebeu o prêmio Fauve Polar SCNF do Festival de Angoulême, principal premiação francesa das histórias em quadrinhos, pela HQ Tungstênio.
Em novembro de 2018, Quintanilha e a Editora Veneta lançam uma campanha de financiamento coletivo no Catarse da HQ Luzes de Niterói. Em 2020, lançou pela Veneta seu primeiro romance, Deserama. Em março de 2022, no Festival Internacional de Quadrinhos de Angoulême, ganhou troféu Fauve d’or de Melhor Álbum por seu trabalho em Escuta, Formosa Márcia.

## Principais obras
- 1999 - Fealdade de Fabiano Gorila (Conrad)
- 2005 - Salvador (Casa 21)
- 2009 - Sábado dos meus amores (Conrad)
- 2011 - Almas públicas (Conrad)
- 2014 - Tungstênio (Editora Veneta)[13]
- 2015 - Talco de vidro (Veneta)[14]
- 2016 - Hinário Nacional (Veneta)
- 2018 - Luzes de Niterói (Veneta)
- 2020 - Deserama (Veneta)
- 2021 - Escuta, formosa Márcia (Veneta)[15]

### No exterior
- Série Sept balles pour Oxford:
  - 2003 - 1 - La Promesse
  - 2004 - 2 - La Perle
  - 2005 - 3 - La Fuite
  - 2006 - 4 - L'Héritière
  - 2007 - 5 - Le Grillon
  - 2009 - 6 - Le Fantôme
  - 2012 - 7 - La Vulnérabilité[16]